# NewPipe
O NewPipe é um aplicativo de player de mídia gratuito e de código aberto para dispositivos Android, mais conhecido como um cliente não oficial do YouTube. Ele está disponível no repositório de software F-Droid, no repositório F-Droid do NewPipe, ou na página de lançamentos do GitHub. Ele pode ser usado como uma alternativa ao aplicativo oficial do YouTube.

## Histórico de versões
NewPipe foi originalmente lançado como Versão 0.3 em 4 de setembro de 2015 e foi criado por Christian Schabesberger. Atualizações notáveis incluem:
- Pesquisar e reproduzir vídeos do YouTube (desde 0.3)
- Baixar vídeos e áudio (desde 0.3)
- Reproduzir apenas o áudio de um vídeo (desde 0.4.1)
- Mostrar vídeos semelhantes (desde 0,6)
- Suporte para exibir canais do YouTube (desde 0.8.5)
- Um player pop-up (desde 0.8.12), (redimensionável desde 0.9.5)
- Assinaturas de canais via RSS (desde 0.10.0)
- Suporte para exibir sites como a seção "Tendências" do YouTube (desde 0.11.0)
- Suporte SoundCloud (desde 0.11.5)
- Listas de reprodução e legendas locais (desde 0.12.0)
- Transmissão ao vivo do YouTube e ex/importação de inscrições (desde 0.13.0)
- Suporte MediaCCC (desde 0.16.0)
- Exibir comentários (mas não respostas de comentários) (desde 0.16.0)
- Retomar streams onde foram interrompidos pela última vez (desde 0.17.0)
- Suporte PeerTube (desde 0.18.0)
- Suporte básico para Android TV (desde 0.19.3)
- Suporte Bandcamp (desde 0.21.0)
- Exibir respostas de comentários (desde 0.27.0)

## Tecnologia
O NewPipe não usa a API oficial do YouTube, mas, em vez disso, raspa o site para vídeos e metadados, como likes, dislikes e visualizações. Isso é feito intencionalmente para diminuir a quantidade de dados compartilhados com o Google. A ferramenta de web-scraping é chamada de NewPipe-Extractor e é um projeto independente. Também é usado no aplicativo gratuito e de código aberto SkyTube. Sempre que o back-end do YouTube é atualizado de uma maneira que o torna incompatível com o NewPipe, os vídeos não são carregados com erros "Não foi possível descriptografar o URL do vídeo" até que uma atualização do NewPipe suporte o back atualizado final é liberado; no entanto, a incompatibilidade se repetirá na próxima atualização do back-end do YouTube.
Nas versões mais recentes do aplicativo, o Extractor suporta YouTube, SoundCloud, MediaCCC, PeerTube e Bandcamp. No entanto, SoundCloud, MediaCCC, PeerTube e Bandcamp estão em versão beta, então nem sempre funcionam corretamente. A equipe de desenvolvimento disse que seu foco principal para o desenvolvimento será o YouTube até a versão 2.0.0. De longa duração e gratuito, NewPipe é um programa de streaming com recursos que incluem modo Picture-in-Picture, reprodução em segundo plano e download de vídeo. Mas a única coisa sobre este aplicativo YouTube Vanced que deixa as pessoas com medo são seus padrões de privacidade frouxos. 
Devido à maneira como o NewPipe acessa o YouTube sem usar a API ou exibir anúncios, estaria em conflito com os termos de serviço do Google – proprietário do YouTube – se estivesse disponível na Google Play Store.

## Forks
Uma das solicitações de recursos repetidamente solicitadas pelos usuários foi a inclusão do SponsorBlock, uma tecnologia popular gratuita e de código aberto que permitiria ao aplicativo NewPipe pular (ou seja, bloquear) automaticamente os segmentos patrocinados do vídeo. No entanto, este pedido de recurso foi rejeitado pelos desenvolvedores do NewPipe, com o principal motivo explicado como apoiar os criadores com "publicidade ética". Isso, no entanto, levou à criação de um fork do NewPipe, incluindo suporte para SponsorBlock.